# Aphaniotis
Genre
Aphaniotis est un genre de sauriens de la famille des Agamidae.

## Répartition
Les 3 espèces de ce genre se rencontrent en Asie du Sud-Est.

## Liste des espèces
Selon The Reptile Database (19 juillet 2017) :
- Aphaniotis acutirostris Modigliani, 1889
- Aphaniotis fusca (Peters, 1864)
- Aphaniotis ornata (Lidth De Jeude, 1893)

## Publication originale
- Peters, 1864 : Über einige neue Säugethiere (Mormops, Macrotus, Vesperus, Molossus, Capromys), Amphibien (Plathydactylus, Otocryptis, Euprepes, Ungalia, Dromicus, Tropidonotus, Xenodon, Hylodes), und Fische (Sillago, Sebastes, Channa, Myctophum, Carassius, Barbus, Capoeta, Poecillia, Saurenchelys, Leptocephalus). Monatsberichte der Königlichen Preussischen Akademie der Wissenschaften zu Berlin, vol. 1864, p. 381-399 (texte intégral).